# Baba Farid
Farīduddīn Masūd Ganjshakar (noto come Bābā Farīd o Sheikh Farīd; in persiano فریدالدین گنج شکر‎; Kahtwāl, ... – Pakpattan, 1280) è stato un mistico indiano dell'ordine sufi Cishtiyya.

## Biografia
Baba Farid nacque nei pressi di Multan, nel Punjab, da una famiglia originaria di Kabul. Durante il regno di Nasir-ud-Din Qabacha incontrò Qutbuddin Bakhtiar Kaki, un derviscio errante della valle di Fergana che gli insegnò le pratiche ascetiche e le preghiere sufi. Si unì poi alla corrente sufi di Jalaluddin Tabrizi e infine aderì alla Cishtiyya introdotta in India da Mo'inoddin Cishti.
Baba Farid predicò nel Punjab soprattutto ad Hansi e a Pakpattan (un tempo nota come Ajōdhān). In quest'ultima città fondò una khanqah che attrasse molti discepoli e vi morì. La sua tomba divenne un'importante meta di pellegrinaggio, tanto da essere visitata da Akbar e Tamerlano, nonché dalle comunità sikh e induiste che lo venerano come Ganj-e Šakar ("tesoro di zucchero").
Molti furono gli illustri allievi di Baba Farid: Alauddin Sabir Kaliyari, Jamaluddin Qutb Hansoi e Nizam-ud-din Auliya. La sua dottrina era basata sul manuale sufi Awāref al-maʿāref redatto da Shihab al-Din 'Umar al-Suhrawardi.